# Aroma Park
Aroma Park – wieś w Stanach Zjednoczonych, w stanie Illinois, w hrabstwie Kankakee.